# 斯馬爾 (喬治亞州)
斯馬爾（英語：Smarr）是位於美國喬治亞州門羅縣的一個非建制地區。該地的面積和人口皆未知。

## 地理
斯馬爾的座標為32°59′07″N 83°52′56″W / 32.98528°N 83.88222°W，而該地的平均海拔高度為189米（即620英尺）。